# Canon EOS 800D
Die Canon EOS 800D (in Nordamerika EOS Rebel T7i, in Japan EOS Kiss X9i) ist eine digitale Spiegelreflexkamera des japanischen Herstellers Canon. Sie wurde im April 2017 in den Markt eingeführt.

## Technische Merkmale
Die Kamera kann bis zu sechs Bilder pro Sekunde aufnehmen. Sie verwendet einen 24,2-Megapixel-APS-C-Sensor und hat als Hauptprozessor einen Digic 7. Sie besitzt eine Flacker-Kompensation, die gleichmäßig belichtete Serienbilder bei periodisch gepulstem Leuchtstoffröhrenlicht ermöglicht. Sie kann gleichzeitig Raw und JPEG in der nativen Auflösung von 6000 × 4000 Pixeln speichern; alternativ ist die Speicherung von JPEGs mit den Seitenverhältnissen 3:2, 4:3, 16:9 und 1:1 in mehreren Auflösungseinstellungen möglich.
Die Kamera hat ein frei drehbares Display mit Touch-Funktion und kann Videos in einer Auflösung von 1080/60p aufnehmen.